# Phalaenopsis pulcherrima
Phalaenopsis pulcherrima es una orquídea del género de Phalaenopsis de la subfamilia Epidendroideae de la familia Orchidaceae. Nativas del sudoeste de Asia.

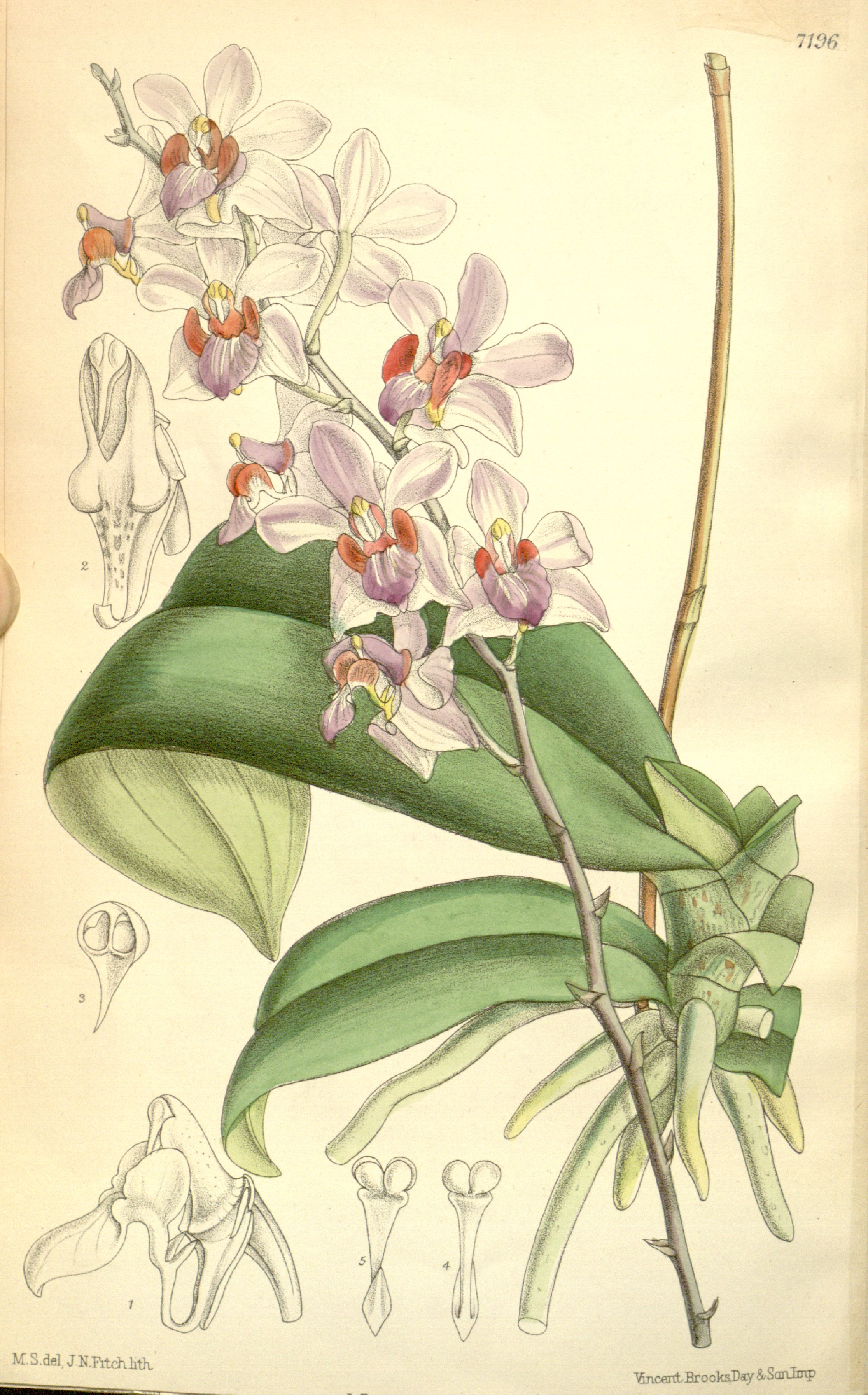
Ilustración

## Descripción
Son plantas terrestres que se desarrollan en clima cálido en suelos arenosos. Tienen una corta hoja  del tallo, oblanceoladas a elípticas en sentido estricto, obtusa a subaguda con una simple, erecta inflorescencia de 9 dm de altura, que lleva muchas flores de las cuales  10 pueden estar abiertas a la vez para alargar la temporada de floración.

## Hábitat
Es de pequeño a mediano tamaño, se desarrolla con temperaturas cálido a caluroso, las especies son epífitas y se encuentran en el Himalaya chino, Assam, India, Birmania, Tailandia, Malasia, Laos, Camboya, Yunnan, China, Vietnam, Borneo y Sumatra en  bosques de tierras bajas, siempreverdes y a lo largo de los cañones y arroyos de montaña y de los ríos.

## Taxonomía
Phalaenopsis pulcherrima fue descrita por (Lindl.) J.J.Sm. y publicado en Repertorium Specierum Novarum Regni Vegetabilis 32(849–865): 366. 1933.
Etimología
Phalaenopsis: nombre genérico que procede del griego phalaina = “mariposa” y opsis = “parecido”, debido a las inflorescencias de algunas especies, que recuerdan a mariposas en vuelo. Por ello, a las especies se les llama “orquídeas mariposa”.
pulcherrima: epíteto latino que significa  "el más bonito".
Sinonimia
1. Doritis pulcherrima f. albiflora (Rchb.f.) Roeth & O.Gruss 1999
2. Phalaenopsis antennifera Rchb.f 1879
3. Doritis pulcherrima Lindl. 1832
4. Phalaenopsis esmeralda Rchb.f 1874
5. Phalaenopsis esmeralda var. albiflora Rchb.f. 1877
6. Phalaenopsis esmeralda var rubra Hort. ex Stein 1892
7. Phalaenopsis mastersii King & Pantl. 1897
8. Doritis pulcherrima f. caerulea (Fowlie) O.Gruss & Roeth 1999
9. Doritis pulcherrima var. caerulea Fowlie 1969
10. Doritis pulcherrima Lindley var coerulea Fowlie 1969
11. Doritis pulcherrima f. alba O.Gruss & Roeth 1999.[5][6][7]